# Irmãos Verdades
Irmãos Verdades és una banda musical angolesa constituïda per Gabriel Fernandes, Fernando Pires i Luis Verdades, uns dels responsables de la internacionalització del kizomba. El grup es va formar a Luanda en la dècada del 1980, i inicialment fou un grup de 14 dansaires que en 1986 acompanyà en les seves gires al Duo Ouro Negro per Portugal, Angola, Cap Verd i Moçambic fins que la banda es va dissoldre en 1989. Després acompanyaren Raúl Indipwo al Canadà, França i Estats Units. En 1994 van treure el seu primer disc en solitari i captaren una cantant femenina, Alcinda Ramos. En 2003 van treure el seu primer recopilatori i en 2011 el seu primer disc en directe. han rebut alguns Discs d'Or i alguns Discs de Platí. En 2016 van treure un nou disc.

## Discografia
- Saudades de África, 1993
- Fusão, 1997
- Apaixonados, 1999
- Só + 1 Beijo, 2001
- Best of, recopilatori, 2003
- 5, 2005
- Verdades 10 Anos, recopilatori 2007
- Cocktail, 2008
- Ao Vivo no Coliseu, 2009
- África a Dançar, 2009
- Afrodisíaco, 2012
- Irmãos Verdades, 2016